# 塑膠炸彈

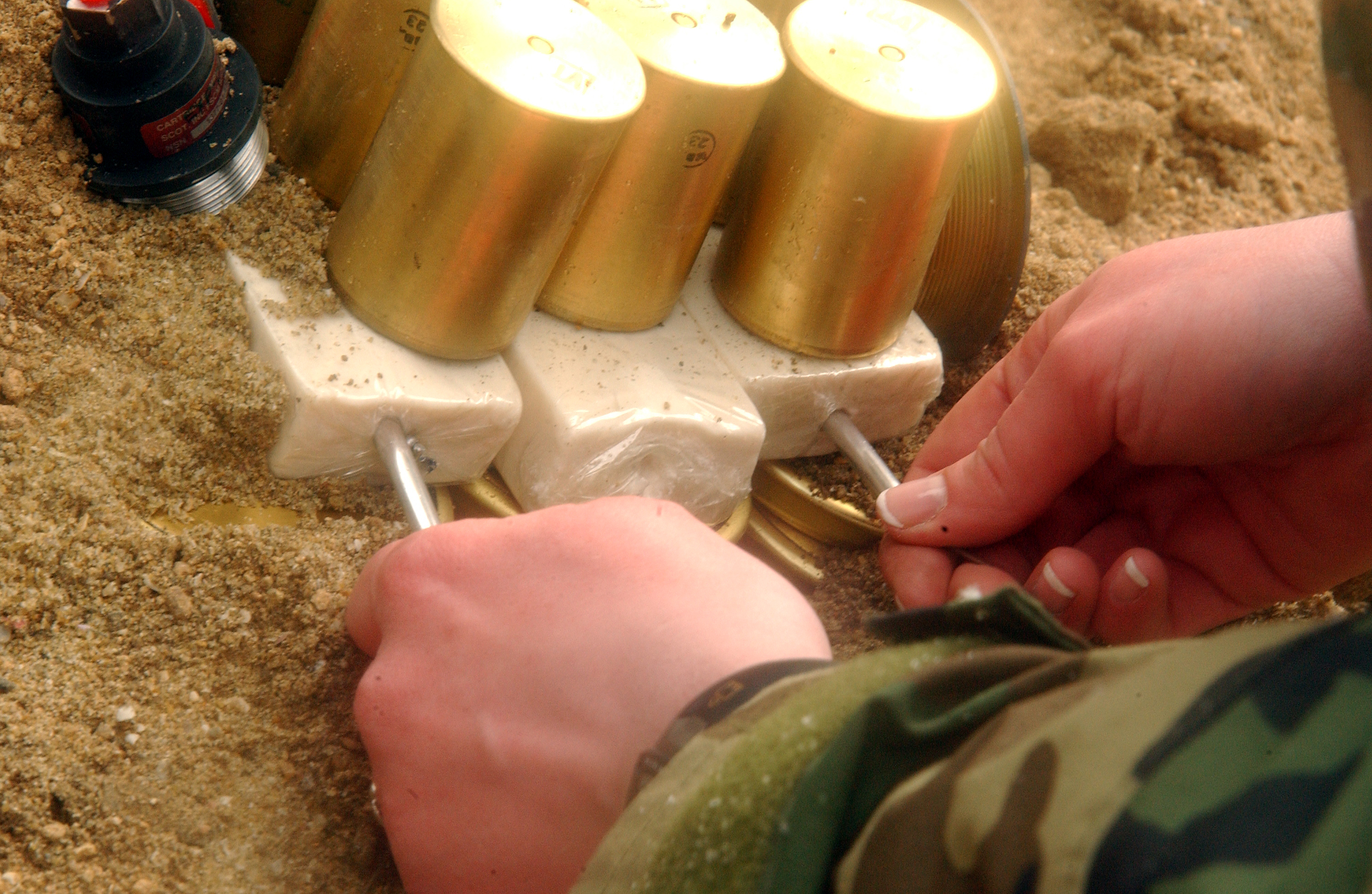
白色塊狀物為塑性炸藥

塑性炸藥（Plastic explosive）是一種可塑型、黏土狀的炸藥配方，可依需要捏成各種形狀，混合塑化劑和氯酸鉀可以做成塑性炸彈。有C4、C3等分類，其組合成分依製造法各有不同。它的形態上有如黏土可耐強壓、揉擠甚至防水，除依特定引信引爆外，純粹高溫或遇火不會讓它自動爆炸。它的引爆方式很多，一般在炸藥上插定時信管，或用遙控、電流等，均可引爆，威力則不亞於TNT。塑性炸弹不能被金属探测器发现又可以制作成任意形状而常被恐怖分子所利用。發生於1988年12月21日的洛克比空難就是由制成布状的塑性炸弹造成的。